# Palau Fivaller
El Palau Fivaller o del Comte de Darnius és un gran casal als carrers dels Banys Nous, Ave Maria i la plaça de Sant Josep Oriol de Barcelona, catalogat com a bé cultural d'interès local. Des del 1932 és la seu de l'Institut Agrícola Català de Sant Isidre.

## Història

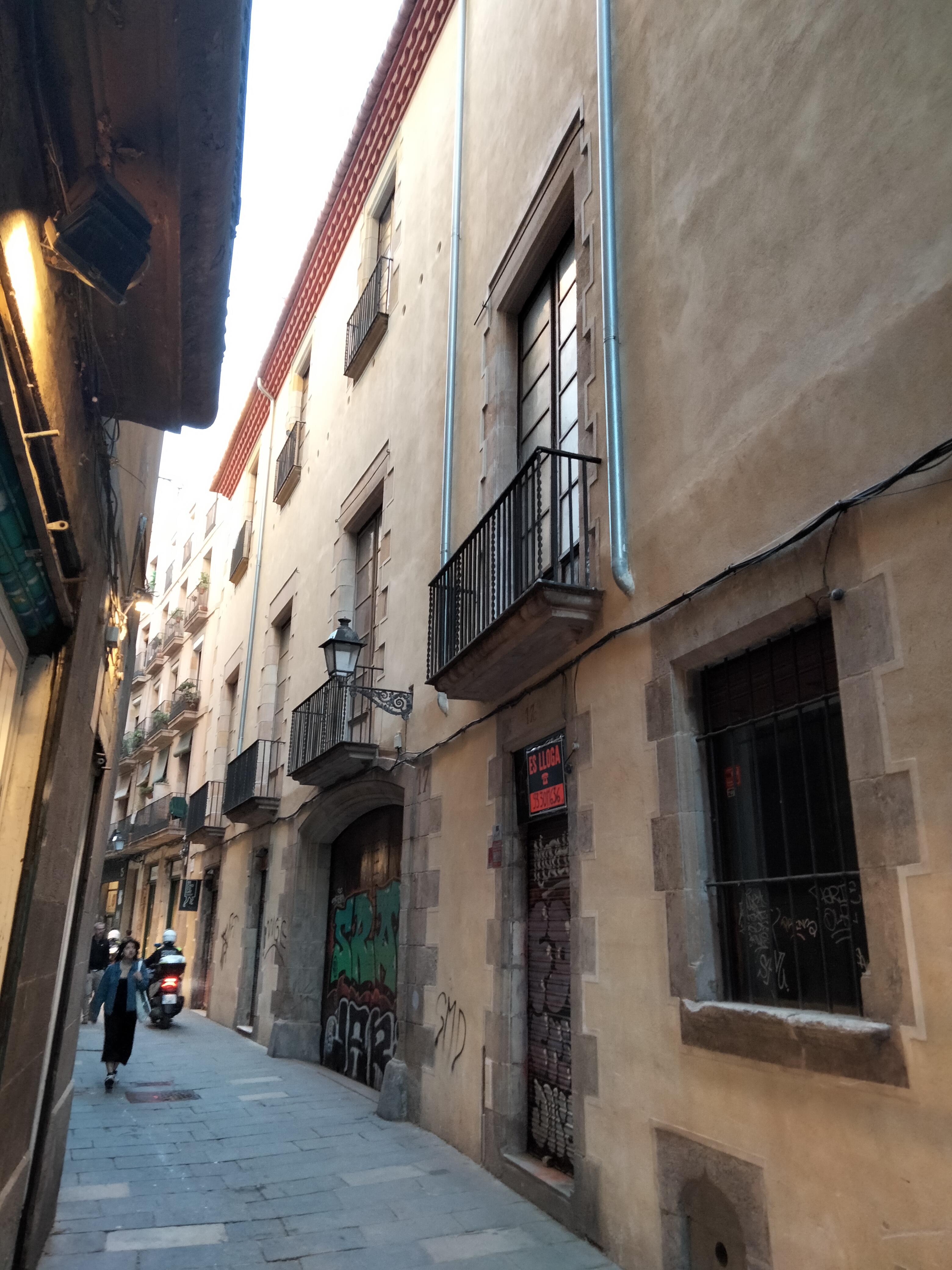
Façana del carrer dels Banys Nous, antigament la principal

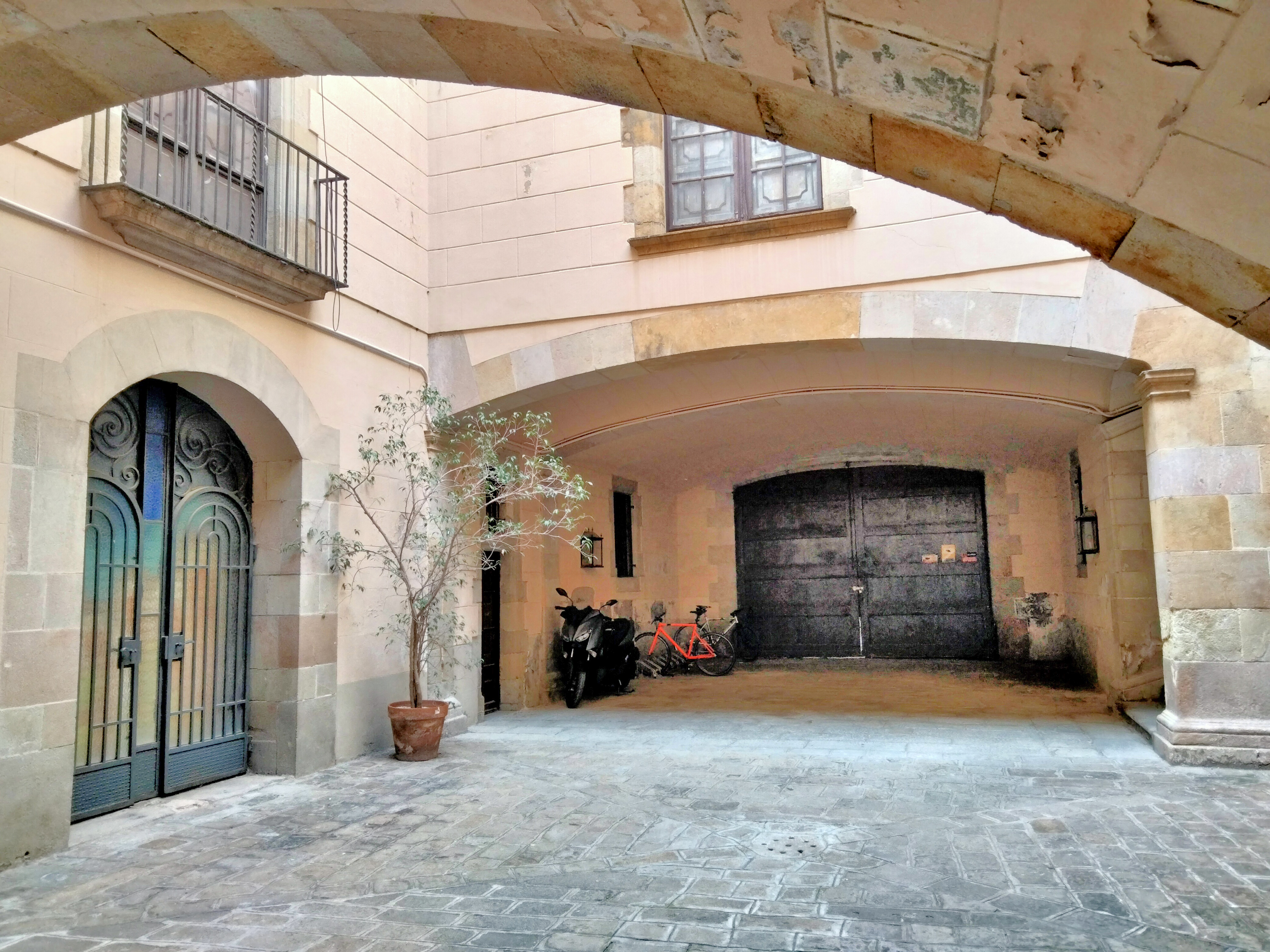
Pati, amb el portal del carrer dels Banys Nous al fons

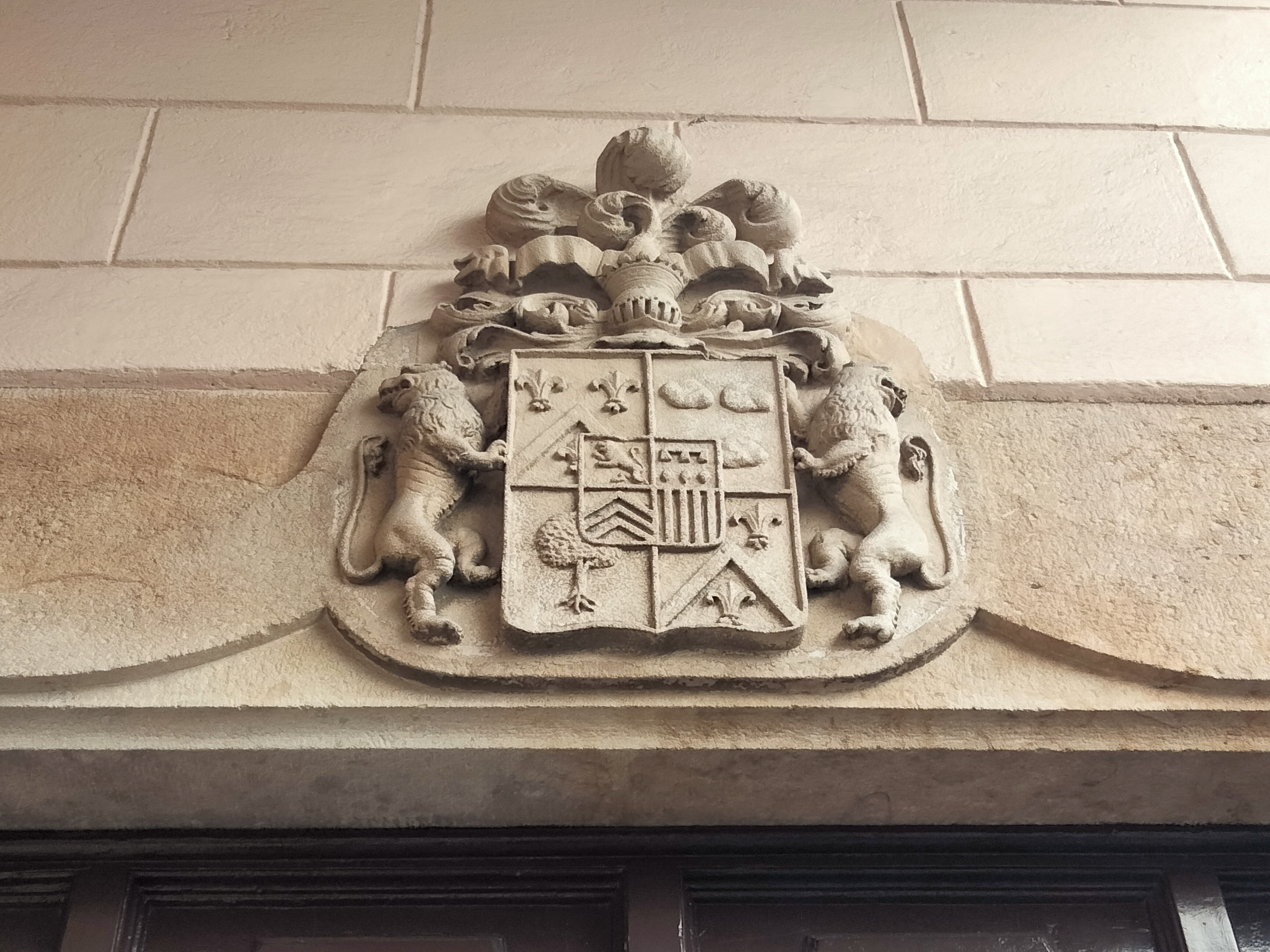
Escut d'armes a l'entrada de la planta noble

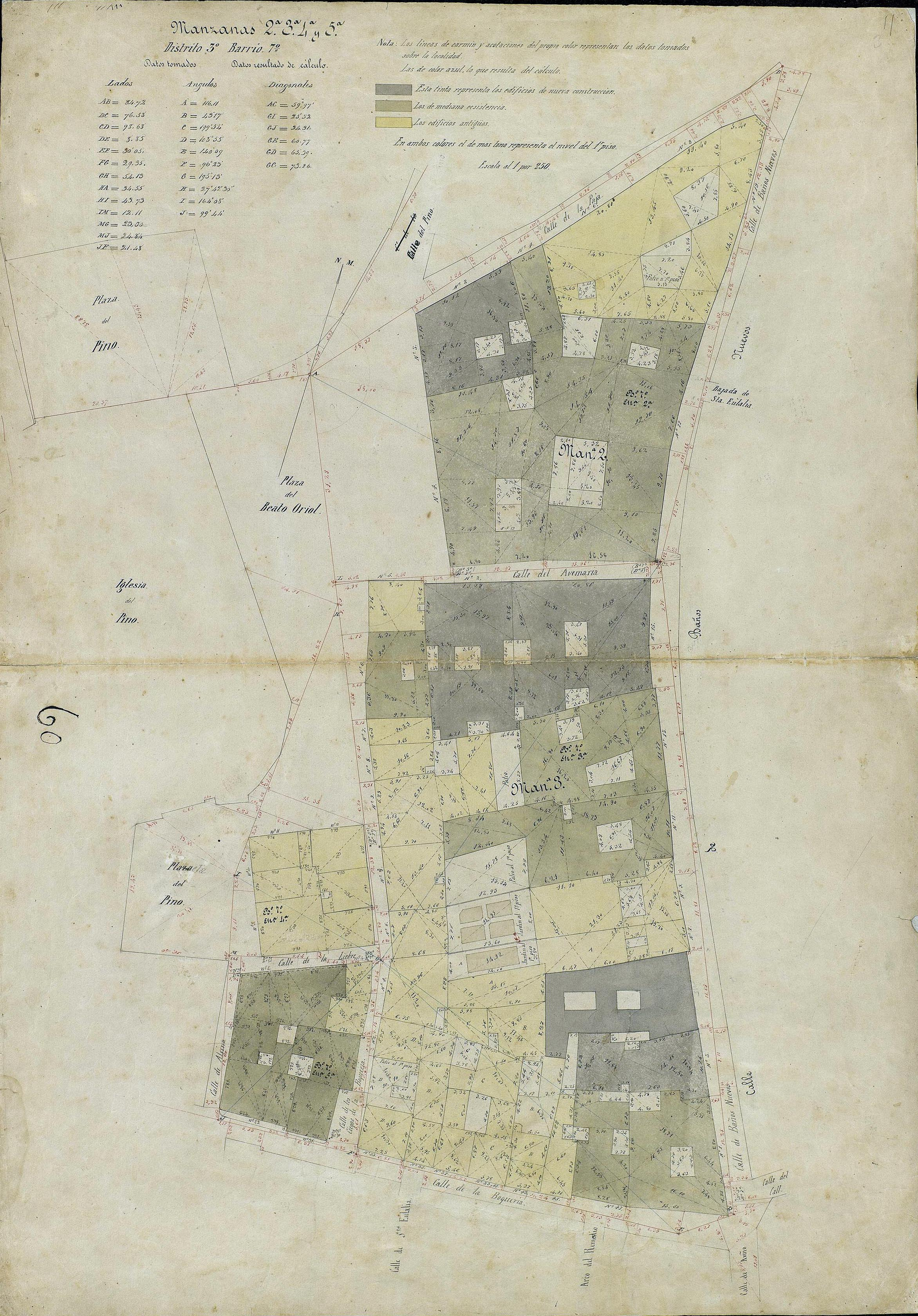
Quarteró núm. 60 de Garriga i Roca (c. 1860)

El 1735, Bernardí de Taverner i d'Ardena-Darnius (1681-1744), comte de Darnius i de les Illes, va adquirir una casa a la cantonada del fossar del Pi (actualment plaça de Sant Josep Oriol) i el carrer de l'Ave Maria que havia estat del notari Josep Forés, i el 1740 va contractar amb el mestre de cases Marià Duran i el fuster Francesc Espader les obres per a unir-la amb la seva.
Casat amb Maria Antònia de Còdol i de Tord, filla d'Arcadi de Còdol, senyor d'Ur (Cerdanya), fou succeït pel seu fill Bernat Lluís de Taberner i de Còdol (1732-1794), que el 1755 hi va encarregar noves reformes a l'arquitecte Joan Soler i Faneca. Casat amb Josefa Joaquina González de la Cámara, hereva del marquès de Villel, tingueren una filla, Maria Bernardina, que el 1784 es va casar amb Joan Antoni de Fivaller-Clasquerí i de Bru (1758-1846). El comte va participar en la Guerra Gran contra la França revolucionària i va morir el 1794. Aleshores, i després de viure uns anys a Madrid, el matrimoni s'establí al palau el 1798. El 1802, Joan Antoni de Fivaller va demanar permís per a obrir-hi balcons i eixamplar una porta destinada a cotxera, i novament el 1805 per a aixecar la façana i obrir-hi una finestra.
Durant la Guerra del Francès (1808-1814), el palau fou ocupat pel general Duhesme. Fins aquell moment, la façana principal era al carrer dels Banys Nous, mentre que a l'actual plaça de Sant Josep Oriol hi havia el fossar de l'església del Pi, la supressió del qual va ser instada per Joan Antoni de Fivaller. Aleshores, va adquirir al notari Manuel Olzina i Martí part de la casa veïna, i el 1817 el seu procurador va demanar permís per a igualar-ne les finestres que donaven a la plaça a les del palau. El 1829, va rebre el títol de duc d'Almenara Alta, i el 1830 va demanar permís per a reformar la façana segons el projecte de Jaume Valls.
El 1856, Josep Maria Despujol i Ferrer de Sant Jordi, comte de Fonollar i marquès de Palmerola (1804-1868), casat amb Marianna de Dusai i de Fivaller (1806-1866), va llogar el pis principal a l'Institut Agrícola Català de Sant Isidre.
El 1876, Mercè Bernarda de Fivaller i Centurión (1818-1896), marquesa de la Lapilla, de Monesterio i de Paredes, i casada amb el menorquí Gabí de Martorell i Martorell, marquès de l'Albranca, va guanyar el litigi per la propietat del palau, procedint-ne al desnonament, i el 1878 va fer-lo reformar. Finalment, el 1932, l'Institut va adquirir el palau per 230.000 pessetes a 
la marquesa Anna Àgata de Martorell i de Fivaller.

## Descripció
Consta de planta baixa, dos pisos, golfes i teulada a doble vessant.
La façana principal és la que dona a la plaça. A la planta baixa hi ha sis portes, les quatre dels extrems són allindades i les dues centrals una és més petita d'arc de mig punt i l'altra d'arc escarser. Aquesta última era la porta de carruatges i enllaça amb el pati interior. Als pisos superiors les obertures segueixen els mateixos eixos longitudinals que els de la planta baixa. al primer pis s'obren balcons individuals, excepte un doble, i les obertures són allindanades. A la planta baixa i al primer pis el parament és de carreus encintats excepte els carreus que emmarquen les obertures. Al segon pis s'obren finestres allindanades amb l'ampit motllurat i a sobre d'elles, excepte en les finestres dels extrems, hi ha petits respiralls per les golfes. En aquesta planta el parament està arrebossat i pintat. Corona la façana el ràfec de la teulada decorat amb un doble fris de dentellons. A la façana del carrer dels Banys Nous s'hi obren grans portals, dels quals destaca el principal d'arc rebaixat motllurat.
Al pati s'accedeix mitjançant un llarg tram voltat, ja que es troba més a prop de la façana de Banys Nous, que originàriament era la principal, que de l'accés actual a la plaça de Josep Oriol. Una escala descoberta porta fins a la planta noble on hi ha una porta amb la llinda decorada amb un gran escut flanquejat per dos lleons rampants i un elm amb plomes a la part superior. L'escala es recolza sobre un arc rampant. Davant hi ha un gran arc rebaixat amb pilastres dòriques i al costat un altre arc rebaixat, molt més estret, amb pilastres dòriques que dona accés a l'escala.